# Jai Hindley
Jai Hindley (ur. 5 maja 1996 w Perth) – australijski kolarz.

## Osiągnięcia
Opracowano na podstawie:

2013
- 2. miejsce w mistrzostwach Oceanii juniorów (start wspólny)

2014
- 3. miejsce w mistrzostwach Oceanii juniorów (start wspólny)

2016
- 1. miejsce w Gran Premio Capodarco

2017
- 2. miejsce w Herald Sun Tour
  - 1. miejsce w klasyfikacji młodzieżowej
- 3. miejsce w mistrzostwach Oceanii (start wspólny)
- 2. miejsce w Trofeo Città di San Vendemiano
- 1. miejsce w Toscana-Terra di Ciclismo
  - 1. miejsce w klasyfikacji górskiej
  - 1. miejsce na etapie 1a (jazda drużynowa na czas)
- 3. miejsce w Giro Ciclistico d’Italia
  - 1. miejsce na 7. etapie
- 1. miejsce w Tour of Fuzhou
  - 1. miejsce na 4. etapie

2019
- 2. miejsce w Tour de Pologne

2020
- 1. miejsce w Herald Sun Tour
  - 1. miejsce w klasyfikacji górskiej
  - 1. miejsce na 2. i 4. etapie
- 2. miejsce w Giro d’Italia
  - 1. miejsce na 18. etapie

2022
- 1. miejsce w Giro d’Italia
  - 1. miejsce na 9. etapie

2023
- 7. miejsce w Tour de France
  - 1. miejsce na 5. etapie

## Rankingi
| Rok              | 2016 | 2017 | 2018  | 2019 | 2020 | 2021 | 2022 | 2023 | 2024 |
| ---------------- | ---- | ---- | ----- | ---- | ---- | ---- | ---- | ---- | ---- |
| UCI World Tour   | -    | -    | 269.  |      |      |      |      |      |      |
| World Ranking    | 635. | 165. | 316.  | 178. | 22.  | 348. | 23.  | 37.  | 105. |
| UCI Europe Tour  | 400. | 333. | 1238. |      |      |      |      |      |      |
| UCI Asia Tour    | -    | -    | 27.   |      |      |      |      |      |      |
| UCI Oceania Tour | 101. | 3.   | -     | 11.  | 2.   | 17.  | 2.   | 2.   | -    |
|                  |      |      |       |      |      |      |      |      |      |
| Źródło: UCI      |      |      |       |      |      |      |      |      |      |